# Luka Zajic
Luka Zajic (* 5. Oktober 2004) ist ein serbisch-deutscher Basketballspieler.

## Werdegang
Als Jugendlicher stand Zajic für den Nachwuchs des VfL AstroStars Bochum sowie die Spielgemeinschaft Metropol Baskets Ruhr auf dem Feld, ehe er in die Jugend von Phoenix Hagen wechselte.
Im Herrenbereich entwickelte sich Zajic beim Regionalligisten BG Hagen zum Leistungsträger und bestritt des Weiteren im November 2021 zwei Kurzeinsätze für Phoenix Hagen in der 2. Bundesliga ProA.
Im Sommer 2023 schloss sich Zajic dem Drittliga-Aufsteiger TV Ibbenbüren an. Er erzielte für die Mannschaft während der Saison 2023/24 im Durchschnitt 10,4 Punkte je Begegnung, stieg mit Ibbenbüren aber aus der 2. Bundesliga ProB ab.
Zajic kehrte während der Sommerpause 2024 nach Bochum zurück, um mit der Mannschaft in der 2. Bundesliga ProA zu spielen. 2025 wurde ihm zusätzlich ein Zweitspielrecht für die EN Baskets Schwelm (2. Bundesliga ProB) ausgestellt.